# Dunenkopfpapagei
Der Dunenkopfpapagei (Pionus sordidus), ein eigentlicher Neuweltpapagei gehört zur Gattung der Rotsteißpapageien.

## Verbreitung

Verbreitungsgebiet des Dunenkopfpapageis (grün)

Das Verbreitungsgebiet des Dunenkopfpapageis reicht von Nord-Venezuela über West-Kolumbien durch Ecuador und Nord-Peru bis nach Nord-Bolivien. Hier lebt er ausschließlich in Höhenlagen von 500 und 1500 Metern. Alle Unterarten des Dunenkopfpapageis bewohnen tropische und subtropische Wälder und Waldränder.

## Merkmale
Der Dunenkopfpapagei erreicht eine Größe von 28 cm. Das Kopfgefieder ist olivgrün, die Federn am Scheitel sind dunkelblau gesäumt. Die Federn an den Wangen sind oliv mit blauen Federspitzen, die Kehle und das Halsband sind blau. Die Federn an der Brust sind blassgelb-oliv mit einem violettrosa Anflug. Das Gefieder am Bauch ist matt oliv. Die Unterschwanzdecke ist rot und die Oberseite ist matt olivgrün, jede Feder ist braun gerändert. Die Deckfedern der Handschwingen und Flugfedern sind grün mit braungrünen Innenfahnen. Die Unterflügeldecke und die Unterseite der Flugfedern sind grün. Die Schwanzfedern sind dunkelgrün, die äußeren Federn sind auf den Außenfahnen blau gesäumt und werden zur Wurzel hin rot. Die Füße der Papageien sind dunkelbraun. Die Iris ist gelbbraun.
Die Jungvögel sehen den Altvögeln ähnlich, aber die Federn an Kopf, Kehle und Brust sind blassgrün. Außerdem besitzen die Jungen noch nicht die Blautönung der adulten Vögel am Kopfbereich. Die Unterschwanzdecke ist gelblichgrün oder intensiv rot.

## Unterarten
Es sind sechs Unterarten bekannt:
- Pionus sordidus saturatus Todd, 1915[2] kommt Sierra Nevada de Santa Marta vor.
- Pionus sordidus ponsi Aveledo & Ginés, 1950[3] ist im nördlichen Kolumbien bis ins nordwestliche Venezuela verbreitet.
- Pionus sordidus sordidus (Linnaeus, 1758)[4] kommt im Norden Venezuelas vor.
- Pionus sordidus antelius Todd, 1947[5] ist im Nordosten Venezuelas verbreitet.
- Pionus sordidus corallinus Bonaparte, 1854[6] ist von den östlichen Anden Kolumbiens über Ecuador, Peru bis Bolivien verbreitet.
- Pionus sordidus mindoensis Chapman, 1925[7] kommt im Westen Ecuadors vor.

## Lebensweise
Der Dunenkopfpapagei lebt außerhalb der Brutzeit in Schwärmen und Familienverbänden von 30 bis 100 Exemplaren. Sie gehen gemeinsam auf Nahrungssuche. Die Regenzeit bestimmt die Brutzeit der Papageien. Die Arten, die den Süden des Verbreitungsgebiets bewohnen, beginnen darum im Oktober mit de Brut. Die Arten im Norden des Verbreitungsgebiets wahrscheinlich erst im April.

## Population
Der Dunenkopfpapagei ist in allen Teilen seines Verbreitungsgebiets noch ein häufig anzutreffender Vogel, obwohl durch die andauernde Rodung von Regenwald die Population im Norden leichte Bestandsrückgänge aufweist. Die Art ist augenblicklich noch fähig, die veränderten oder zerstörten Gebiete als Lebensräume wieder zu erschließen oder beizubehalten.